# Покровка (Доволенский район)
Покровка — село в Доволенском районе Новосибирской области России. Входит в состав Доволенского сельсовета.

## География
Площадь села — 106 гектар

## Население
| 2002 | 2007 | 2010 |
| ---- | ---- | ---- |
| 203  | ↘171 | ↘112 |

## Инфраструктура
В селе по данным на 2007 год функционируют 1 учреждение здравоохранения, 1 образовательное учреждение.